# داني ماركوف
داني ماركوف (بالروسية: Марков, Даниил Евгеньевич)‏ هو لاعب هوكي الجليد روسي، ولد في 30 يوليو 1976 في موسكو في روسيا.

## وصلات خارجية
- داني ماركوف على موقع دوري الهوكي الوطني (الإنجليزية)
- داني ماركوف على موقع قاعة مشاهير الهوكي (لاعب أن.إتش.أل) (الإنجليزية)
- داني ماركوف على موقع دوري الهوكي للقارات (الإنجليزية)
- داني ماركوف على موقع EliteProspects.com (الإنجليزية)
- داني ماركوف على موقع Eurohockey.com (الإنجليزية)
- داني ماركوف على موقع HockeyDB.com (الإنجليزية)
- داني ماركوف على موقع Hockey-Reference.com (الإنجليزية)
- داني ماركوف على موقع اللجنة الأولمبية الدولية (الإنجليزية)
- داني ماركوف على موقع أوليمبيديا (الإنجليزية)